# Адміністративний устрій Ізюмського району
Адміністративний устрій Ізюмського району — адміністративно-територіальний поділ Ізюмського району Харківської області на 17 сільських рад, які об'єднують 60 населених пунктів та підпорядковані Ізюмській районній раді. Адміністративний центр — місто Ізюм, що є містом обласного значення та до складу району не входить.

## Список радІзюмського району
| №  | Назва                          | Центр              | Населені пункти                                                                               | Площа км² | Місце за площею | Населення (2001), чол. | Місце за населенням |
| -- | ------------------------------ | ------------------ | --------------------------------------------------------------------------------------------- | --------- | --------------- | ---------------------- | ------------------- |
| 1  | Бражківська сільська рада      | c. Бражківка       | c. Бражківка c. Сулигівка                                                                     |           |                 |                        |                     |
| 2  | Бригадирівська сільська рада   | c. Бригадирівка    | c. Бригадирівка c. Бабенкове c. Липчанівка c. Федорівка                                       |           |                 |                        |                     |
| 3  | Бугаївська сільська рада       | c. Бугаївка        | c. Бугаївка c. Попасне c. Розсохувате c. Сухий Яр c. Чорнобаївка                              |           |                 |                        |                     |
| 4  | Вірнопільська сільська рада    | c. Вірнопілля      | c. Вірнопілля c. Дмитрівка c. Карнаухівка                                                     |           |                 |                        |                     |
| 5  | Довгеньківська сільська рада   | c. Довгеньке       | c. Довгеньке                                                                                  |           |                 |                        |                     |
| 6  | Заводська сільська рада        | c. Заводи          | c. Заводи c. Андріївка c. Петропілля c. Придонецьке c. Співаківка                             |           |                 |                        |                     |
| 7  | Іванчуківська сільська рада    | c. Іванчуківка     | c. Іванчуківка c. Лисогірка c. Новопавлівка c. Поляна c. Щасливе                              |           |                 |                        |                     |
| 8  | Кам'янська сільська рада       | c. Кам'янка        | c. Кам'янка c. Синичено c. Суха Кам'янка c. Тихоцьке                                          |           |                 |                        |                     |
| 9  | Капитолівська сільська рада    | c. Капитолівка     | c. Капитолівка c. Діброва                                                                     |           |                 |                        |                     |
| 10 | Комарівська сільська рада      | c. Комарівка       | c. Комарівка c. Миколаївка                                                                    |           |                 |                        |                     |
| 11 | Куньєвська сільська рада       | c. Куньє           | c. Куньє                                                                                      |           |                 |                        |                     |
| 12 | Левківська сільська рада       | c. Левківка        | c. Левківка c. Глинське c. Забавне c. Іванівка c. Іскра c. Крамарівка c. Пимонівка c. Рудневе |           |                 |                        |                     |
| 13 | Малокомишуваська сільська рада | c. Мала Комишуваха | c. Мала Комишуваха c. Донецьке c. Копанки c. Семенівка c. Сніжківка c. Топольське c. Шпаківка |           |                 |                        |                     |
| 14 | Олександрівська сільська рада  | c. Олександрівка   | c. Олександрівка c. Боголюбівка c. Козютівка c. Підвисоке c. Рідний Край                      |           |                 |                        |                     |
| 15 | Студенокська сільська рада     | c. Студенок        | c. Студенок c. Пасіка c. Яремівка                                                             |           |                 |                        |                     |
| 16 | Оскільська сільська рада       | c. Оскіл           | c. Оскіл c. Букине                                                                            |           |                 |                        |                     |
| 17 | Чистоводівська сільська рада   | c. Чистоводівка    | c. Чистоводівка                                                                               |           |                 |                        |                     |

* Примітки: м. — місто, с-ще — селище, смт — селище міського типу, с. — село